# Cratolestes
Cratolestes is een vliegengeslacht uit de familie van de roofvliegen (Asilidae).

## Soorten
- C. chiliensis (Macquart, 1850)
- C. wirthi Artigas, 1970